# Toyota
Toyota Motor Corporation  je največji svetovni in japonski proizvajalec avtomobilov. Ustanovljena je bila leta 1937. Po obsegu proizvodnje osebnih avtomobilov, v svetovnem merilu, je že prehitela General Motors, ki je do prve polovice 2007 veljal kot največji proizvajalec avtomobilov. Po dobičku in borzni vrednosti je podjetje že vrsto let največje na svetu. Leta 2004 je imela Toyota več dobička kot General Motors, Daimler Chrysler in Volkswagen Group skupaj. Sedež podjetja Toyota Motor Corporation je v bližini mesta Nagoja.

## Zgodovina
Zgodovina Toyote se začenja leta 1867 blizu Nagoje. Takrat se je tam rodil Sakichi Toyoda. Najprej je izdeloval kolovrate in statve. Kmalu je kupil rabljeni parni stroj. Leta 1924 je iznašel avtomatske statve. Ko je leta 1929 opazil, da dobivajo avtomobili vedno večjo veljavo, je Sakichi poslal sina v Anglijo, da proda patentne pravice za avtomatske statve. Tako je dobil sredstva za ustanovitev Toyota Motor Corporation v letu 1930. Leta 1934 so izdelali prvi motor, 1935 pa že prvi avto - Toyota A1. Uspeh Toyote gre pripisati Toyotinemu proizvodnemu sistemu. Najprej so ga podcenjevali, v osedesetih letih pa so ga američani in evropejci začeli posnemati.

## Logo
Logo Toyota Motor Corporation je sestavljen iz treh povezanih elips. Ustvaril ga je ustanovitelj Kiichiro Toyoda leta 1937. Manjši elipsi tvorita začetnico "T" in naj bi predstavljala srce stranke in srce avtomobila. Vse tri elipse skupaj predstavljajo težnjo k zadovoljni stranki, k inovacijam in povezavo med kreativnostjo in kvaliteto.

## Vizija podjetja
Toyota posveča posebno pozornost kvaliteti svojih vozil, kar potrjuje tudi statistika. Po študiji o zadovoljstvu strank iz leta 2002, ki jo je izvedla J. D. Power and Associates, je Toyota osvojila 6 prvih mest v 7 kategorijah. Trikrat zapored je dosegla tudi najboljši rezultat med vsemi avtomobilskimi znamkami. Cilja, nič napak, zaenkrat še niso dosegli.
Tako visoko kvaliteto dosegajo s sistemom proizvodnje, ki so ga poimenovali »Toyota Production system«. Po prehodu s tradicionalnih rokodelskih delavnic na masovno proizvodnjo je veljal Toyotin proizvodni sistem za drugo stopnjo tega razvoja. Izrablja prednost tradicionalne proizvodnje (kvaliteta in prilagodljivost) in omogoča nizke stroške.

## Modeli vozil
- Toyota 4-Runner     | od 1984
- Toyota Avensis  | od 1997
- Toyota Aygo         | od julija 2005
- Toyota Camry        | od 1980
- Toyota Carina       | 1870-2003 (nadomesti ga Avensis)
- Toyota Celica       | od 1971
- Toyota Corolla  | od 1966
- Toyota Cressida     | od 1973 ????
- Toyota Dyna         |
- Toyota GT 86
- Toyota Hiace        |
- Toyota Hilux        | od 1935 (najprej z imenom G1)
- Toyota Land Cruiser | od 1950 (od 1953 masovna proizvodnja)
- Toyota Matrix       | od 2002
- Toyota MR2          | od 1984
- Toyota Paseo        | 1992-1999
- Toyota Prado        |
- Toyota Picnic       |
- Toyota Previa       | od 1990
- Toyota Prius    | od 1997
- Toyota RAV4         | od 1994
- Toyota Sera         | zgodnja 90-ta
- Toyota Starlet      | 1973-1999 (nadomesti ga Yaris)
- Toyota Supra        | 1986-1993
- Toyota Tercel       | od 1987 ????
- Toyota Avensis    | od 1997
- Toyota Tundra       | od 1998
- Toyota Yaris    | od 1999
- Toyota Aygo    | od 2005
- Toyota Auris        | od 2007
- Toyota Verso       | od 2009
- Toyota Prius +     | od 2010
- Toyota C-HR  | od 2016
- Toyota Proace | od 2016

Matičnemu koncernu pripadajo tudi blagovne znamke Lexus (luksuzni avtomobili), Daihatsu (mali avtomobili) in Hino (tovorna vozila). Med letoma 2003 in 2016 je bila del koncerna tudi znamka malih avtomobilov Scion, ki je bila prisotna le na severnoameriškem trgu.

## Motošport
Že dalj časa je toyota prisotna v formuli 3 in rallyju. Leta 2002 pa je vstopila tudi v formulo 1.